# Ente di decentramento regionale di Gorizia
L'ente di decentramento regionale di Gorizia, istituito nel 2019 in seguito alla soppressione delle Unioni Territoriali Intercomunali, è formato da 25 comuni per un totale di 138 681 abitanti e confina ad ovest con l'ente di decentramento regionale di Udine, a sud-est con quello di Trieste e a est con la Slovenia (Goriziano).
I confini territoriali dell'ente corrispondono a quelli della provincia omonima, soppressa nel 2017.

## Comuni
| Stemma | Comune                  | Popolazione | Superficie | Altitudine |
| ------ | ----------------------- | ----------- | ---------- | ---------- |
|        | Capriva del Friuli      | 1 626       | 6,32       | 49         |
|        | Cormons                 | 7 101       | 35,09      | 56         |
|        | Doberdò del Lago        | 1 358       | 27,05      | 92         |
|        | Dolegna del Collio      | 320         | 27,33      | 90         |
|        | Farra d'Isonzo          | 1 653       | 10,25      | 46         |
|        | Fogliano Redipuglia     | 2 940       | 7,92       | 23         |
|        | Gorizia                 | 33 280      | 41,26      | 84         |
|        | Gradisca d'Isonzo       | 6 371       | 11,22      | 32         |
|        | Grado                   | 7 926       | 111,33     | 2          |
|        | Mariano del Friuli      | 1 461       | 8,59       | 32         |
|        | Medea                   | 963         | 7,36       | 132        |
|        | Monfalcone              | 28 339      | 20,5       | 7          |
|        | Moraro                  | 690         | 3,57       | 44         |
|        | Mossa                   | 1 541       | 6,21       | 59         |
|        | Romans d'Isonzo         | 3 639       | 15,5       | 23         |
|        | Ronchi dei Legionari    | 11 783      | 17,11      | 11         |
|        | Sagrado                 | 2 145       | 13,94      | 32         |
|        | San Canzian d'Isonzo    | 6 089       | 33,89      | 6          |
|        | San Floriano del Collio | 739         | 10,63      | 276        |
|        | San Lorenzo Isontino    | 1 536       | 4,4        | 54         |
|        | San Pier d'Isonzo       | 1 993       | 9,03       | 18         |
|        | Savogna d'Isonzo        | 1 646       | 16,98      | 49         |
|        | Staranzano              | 7 241       | 19,66      | 7          |
|        | Turriaco                | 2 811       | 5,18       | 12         |
|        | Villesse                | 1 619       | 12,05      | 18         |